# Бета Циркуля
β Циркуля (лат. Beta Circini) — звезда, которая находится в созвездии Циркуль на расстоянии около 91 светового года от Солнца. Она является второй по яркости в созвездии после α Циркуля. Вокруг звезды обращается коричневый карлик.

## Характеристики
β Циркуля представляет собой белую звезду главной последовательности 4 видимой звёздной величины. Её можно наблюдать невооружённым глазом. Масса звезды равна 1,96 массы Солнца. По размерам она сходна с нашим Солнцем: её радиус равен 1,3 солнечного. Однако температура её поверхности намного выше солнечной — около 8676 кельвинов. По астрономическим меркам это очень молодая звезда. Её возраст оценивается приблизительно в 370—500 миллионов лет. Светимость звезды почти в 16 раз превышает солнечную.

## Коричневый карлик
В 2015 году было объявлено об открытии коричневого карлика Бета Циркуля b в системе. Он имеет массу около 56 масс Юпитера и обращается на расстоянии около 6656 а.е. от родительской звезды. Объект принадлежит к классу L и имеет температуру около 2084 кельвина.